# Outre-Furan
Outre-Furan ou Outre-Furens est une ancienne commune française de la Loire, créée sous la Révolution puis rattachée en 1855 à la ville de Saint-Étienne.

## Présentation
Cette commune englobait les marges orientales de la ville de Saint-Étienne ; elle était composée des hameaux suivants :
- Villeboeuf
- La Richelandière
- Le Gagne-Petit
- Monthieux
- La Verrerie
- Les Rives
- Le Bessard
- Bérard
- l'Allier
- La Monta (chef-lieu jusqu'à la Révolution française)
- Le Gris-de-lin
- Le Monteil
- Le Treuil
- La Roche
- La Chaléassière
- La Mottetière
- La Bérardière
- La Fenderie
- La Vignasse
- La Bâtie
- Les deux Châteaucreux
- L'Etivalière
- Montreynaud
- Le Soleil (chef-lieu après la Révolution française).

En 1806, elle comptait 3 105 habitants et son territoire de 320 hectares se composait de prés, pâtures, vignes, jardins et étangs. Elle était principalement habitée par des forains et des ouvriers.
1820 : installation au Soleil de l'industriel anglais James Jackson. Outre-Furens compte alors 5 863 habitants.
À partir de 1827, avec l'ouverture de la ligne de chemin de fer du Pont-de-l'Âne à Andrézieux le secteur connut une industrialisation massive.
1832 : construction du bâtiment de la mairie.
1835 : achèvement de la construction de l'école communale.
29 juin 1841 : création de la paroisse succursale d'Outre-Furens.
1er août 1847 : inauguration de l'église Sainte-Barbe.

## Histoire

### La grève de 1846.
Le 30 mars 1846 au matin, à la suite du refus d'un ingénieur d'attribuer une augmentation de 25 centimes aux mineurs effectuant les travaux les plus pénibles et les plus dangereux au puits du Gagne-Petit; le mot d'ordre de grève se diffusa au jour.
À la suite de l'intervention du procureur du Roi, et malgré l'intervention du maire d'Outre-Furan, André-Antoine Neyron, cinq mineurs furent interpellés. En milieu de matinée, le 66e régiment d'infanterie commandé par le général Charron, chargé de conduire les cinq grévistes à la prison de Saint-Étienne fut l'objet de tirs de pierres de la part des mineurs et de la population d'Outre-Furan. Sans aucune sommation la troupe tira sur la foule. Les quelque 400 à 500 coups de fusil tirés ce jour-là coûtèrent la vie à six personnes.
Le 31 mars, la grève gagna l'ensemble de la concession, la Compagnie des Mines de la Loire en position de monopole était alors unanimement mise en cause.
Le préfet demanda l'intervention du 67e RI. Le 2 avril, 2 000 mineurs étaient en grève à Saint-Étienne, Terrenoire et la Ricamarie. Le 9 avril, une vingtaine de personnes furent arrêtées à Saint-Étienne. Le 16 avril, onze personnes furent interpellées à la Ricamarie. Le mouvement s'essouffla après quelques jours.

## Sources et références